# Missing (film, 2008)
Pour les articles homonymes, voir Missing.
Pour plus de détails, voir Fiche technique et Distribution.
Missing (深海尋人, Sam hoi tsam yan) est un film hongkongais réalisé par Tsui Hark, sorti en 2008.

## Synopsis
Dave est photographe. Au cours d'une plongée sous-marine, il trouve une bague étrange. Des incidents se produisent sur Dave qui est alors porté disparu.

## Fiche technique
- Titre : Missing
- Titre original : 深海尋人 (Sam hoi tsam yan)
- Réalisation : Tsui Hark
- Scénario : Tsui Hark
- Musique : Ricky Ho
- Photographie : Yoshitaka Sakamoto
- Montage : Yau Chi-wai
- Production : Peter Chan Ho-sun et Tsui Hark
- Société de production : Mandarin Films Distribution, China Film Group Corporation, Dong Tian Motion Picture Investment, Beijing Enlight Pictures, Applause Pictures et Film Workshop
- Pays d'origine : Chine, Hong Kong
- Format : Couleurs - 1,85:1 - Dolby Digital - 35 mm
- Genre : Drame, fantastique, horreur, romance et thriller
- Durée : 118 minutes
- Dates de sortie : 
  -  Chine : 12 juin 2008

## Distribution
- Angelica Lee : docteur Gao Jing
- Isabella Leong : Chen Xiao Kai
- Chang Chen : Simon
- Guo Xiaodong : Dave Chen Guo Dong
- Tony Leung Ka-fai : docteur Edward Tong
- Zhang Zhen-yue : Haiya Amu
- Alice Lee : Bookstore keeper
- Julie Yip : Aida
- Cheng Ngai-pong : Funeral Parlor Staff
- Poon Cheuk-ming : Old Funeral Parlor Staff
- Woo Yuk-bing : oncle Chen
- Lau Koon-hung : collègue de l'oncle Chen
- Lai Kin-fat : fantôme
- Hung Chi-shun : propriétaire du restaurant de nouilles
- Tam Kam Vico Fai : employé du restaurant de nouilles